# Helmut Georg

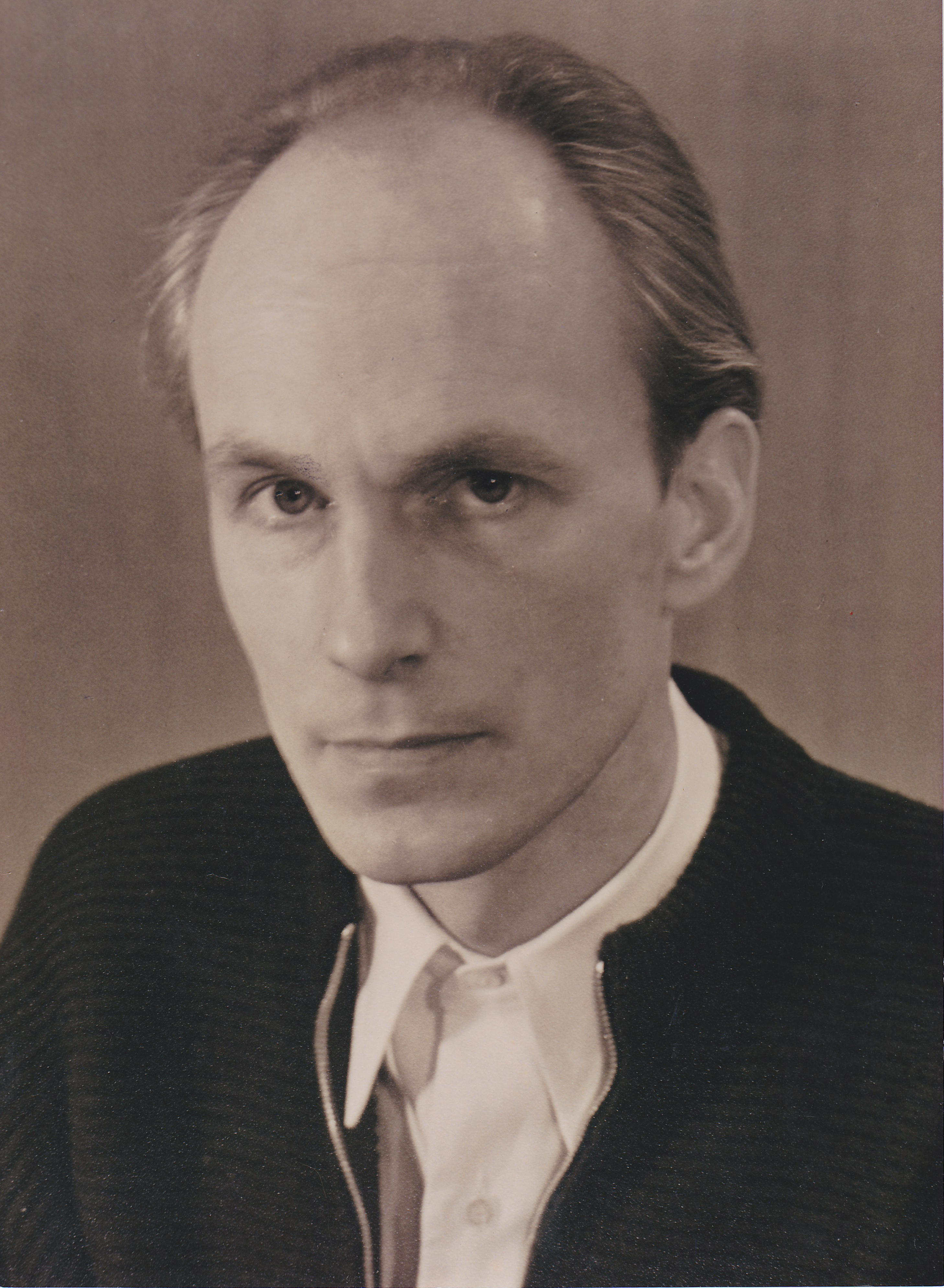
Porträt des deutschen Malers Helmut Georg (1915–1989)

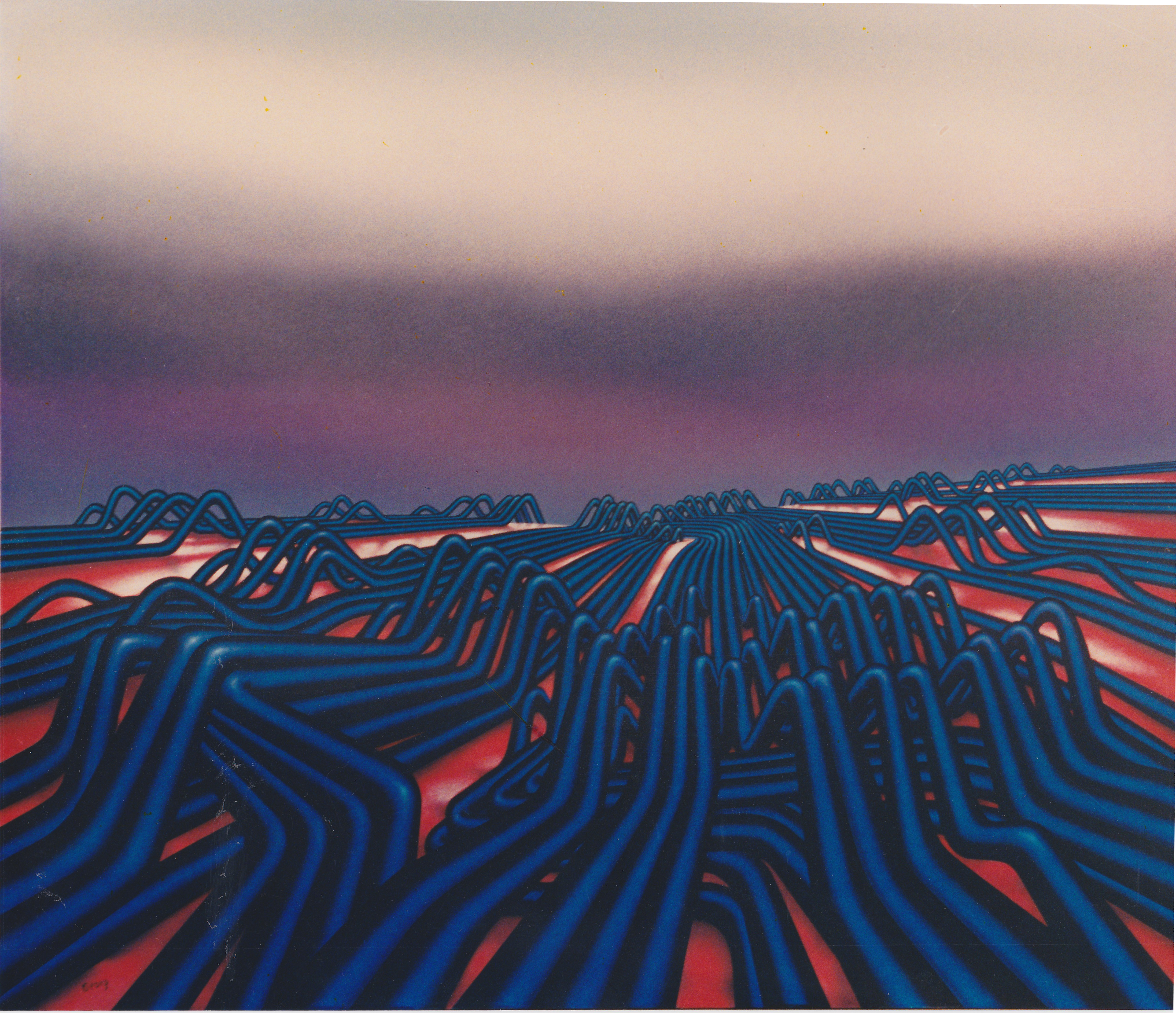
Pipelines, 1978–79, Acryl auf Hartfaser, 89 × 104 cm

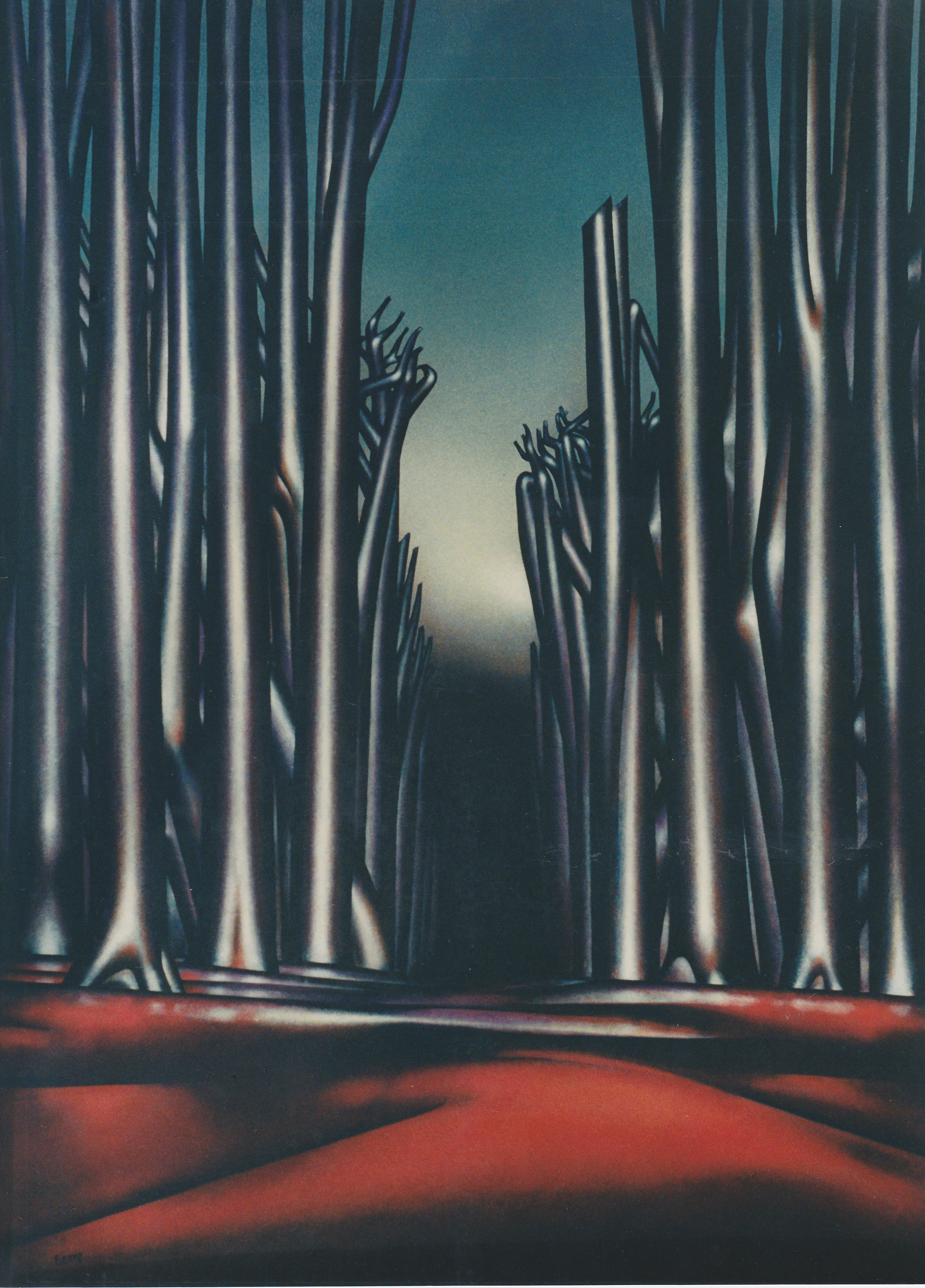
Hochwald, 1981–82, Acryl auf Hartfaser, 104,5 × 77 cm

Helmut Georg (* 18. April 1915 in Lünen/Westfalen; † 13. Dezember 1989 in Bad Honnef) war ein deutscher Maler des Spätimpressionismus, künstlerischer Kriegsberichterstatter bei der Luftwaffe, Vertreter des Expressionismus, des Informel und des Fotorealismus.

## Leben
Georg studierte von 1936 bis 1939 an der Düsseldorfer Kunstakademie bei den Malern Paul Bindel (1894–1973) und Franz Kiederich (1873–1950). 1939 wurde er in den Kriegsdienst einberufen als künstlerischer Kriegsberichterstatter bei der Luftwaffe. Er begleitete Einsätze in der Sowjetunion am Ladogasee, bei Leningrad, im Kaukasus, in Deutschland und in Nordafrika. Zu sehen waren viele dieser Bilder 1942 in der Ausstellung „Kunst der Front“  des Luftgaukommandos VI Münster. Von den zwischen 1941 und 1943 entstandenen Arbeiten im spätimpressionistischen Stil sind 52 erhalten und befinden sich im Bayerischen Armeemuseum in Ingolstadt.
Nach dem Zweiten Weltkrieg ließ er sich in Bad Honnef nieder, wo sich sein Atelier in der Mülheimer Straße befand. Dort entstanden symbolhafte Bilder in expressiven Farben und starker Stilisierung, in denen er sich mit Zerstörung, Tod und Täuschung auseinandersetzte. Stilistisch beeinflusst wurde er in dieser Werkgruppe von 1946 bis 1948 durch die Expressionisten Carl Hofer, Georges Rouault und Edvard Munch.
Ab 1948 beschäftigten sich seine Bilder in zunehmendem Maße mit dem modernen Leben, der Industrialisierung und der Technik: „Tankstelle“, „Bahnhof“ und „Industrielandschaft“ sind die neuen Themen. Die jeweils noch klar erkennbaren Objekte werden durch starke Abstrahierung zum Typischen überhöht.
1947 wurden seine Bilder in der Ausstellung „Junge Künstler zwischen Rhein und Weser“ in Recklinghausen gezeigt.
1948 beteiligte sich Helmut Georg an der Ausstellung „junger westen“ ", die für die gleichnamige Künstlergruppe in Recklinghausen organisiert wurde unter der Leitung von Franz Große-Perdekamp.
1951 wurden im Duisburger Kunstmuseum, dem späteren Wilhelm-Lehmbruck-Museum, in der „Herbstausstellung“ 8 Ölgemälde zum Themenbereich der Industrielandschaft, u. a. die „Kraftstoff-Fabrik“ gezeigt. Im gleichen Jahr kaufte die Städtische Kunstsammlung Düsseldorf eines der Industriebilder von Helmut Georg, die in der Kunstausstellung Eisen und Stahl in Düsseldorf und anschließend in Duisburg gezeigt wurden. Im Mai 1952 übernahm die Universität Edinburgh die Ausstellung unter dem Namen „Painters from the Rhine“. Sie war vom Bonner Künstler Martin Frey (1907–1992) vorbereitet worden. Der „Arts Council(Scottish Committee)“ schickte die Präsentation als Wanderausstellung durch Schottland. Als einer von sieben Künstlern des Rheinlandes trug Georg sechs Ölgemälde zur Schau bei. Auf der von Ernst D'Ham organisierte Ausstellung „Die Industrie in der Kunst der Gegenwart“ 1953 im Städtischen Gustav-Lübcke-Museum in Hamm/Westfalen wurden 5 Werke von Georg gezeigt. Ende 1953 zog sich Helmut Georg aus der Öffentlichkeit zurück.
Ab den späten fünfziger Jahren setzte sich Georg häufig kritisch mit religiösen Themen auseinander: Schematisch stilisierte Gestalten ohne Beziehung zueinander haben sich von einem in Rückenansicht gegebenem Kruzifix abgewandt, der auf eine leere Straße mit Leitplanken schaut.
Anfang der sechziger Jahre wendet sich Georg der gegenstandslosen Malerei des Informel zu.
Ab 1969 wechselt die Bild- und Formensprache noch einmal: Unter dem Eindruck von Fotos aus den Ruinen von Hiroshima, mit Hauswänden, auf denen Schatten von Menschen zu erkennen sind, entstanden durch den Lichtblitz der Atomexplosion, malt Georg mit akribischer Perfektion in Acryltechnik das Bild „Hiroshima“ (1969).
Es folgen apokalyptische Bilder einer entfesselten Technik, wie z. B. das Bild „Pipelines“ von 1978/79  auf dem blauglänzende Röhren schlangengleich den gesamten rotglühenden Erdboden  bis über den tiefvioletten Horizont überziehen.
„Das zurückgezogene Leben des Malers und seine Entscheidung, an Ausstellungen nicht teilzunehmen, führte dazu, dass der Künstler fast gänzlich unbekannt blieb und auch seine künstlerischen Anfänge, die Ende der 40er Jahre das Interesse der staatlichen Kunstförderung erregt hatten, vollkommen in Vergessenheit gerieten.“